# Armavir (Rusko)
Armavir (rusky Армави́р) je město v Krasnodarském kraji na jihozápadě Ruské federace. V roce 2010 v něm žilo bezmála 190 tisíc obyvatel.

## Poloha
Armavir leží v Předkavkazí na levém břehu Kubáně u ústí Urupu, nedaleko od východní hranice Krasnodarského kraje se Stavropolským krajem. Nejbližším městem k Armaviru je Novokubansk ležící 12 kilometrů na severozápad. Od Krasnodaru, správního střediska celého kraje, je Armavir vzdálený 202 kilometrů na východ.
V Armaviru je jihoruské kontinentální podnebí, nejstudenějším měsícem je leden s průměrnou teplotou -2,2°, nejteplejším červenec s průměrnou nejvyšší teplotou bezmála 30°.

## Dějiny
Armavir byl založen v roce 1839 a z počátku byl domovem stovkám arménských rodin původem z oblasti dnešního Karačajsko-Čerkeska. Křesťanští Arméni se odtamtud odstěhovali kvůli Kavkazské válce ohroženi jednak válkou jako takovou a jednak rostoucím islamismem ostatních předkavkazských národů bojujících s ruskou armádou.
Do roku 1848 se Armavir jmenoval Armjanskij aul (Армя́нский ау́л, doslova „arménský aul“), pak byl přejmenován na Armavirskij aul (Армави́рский ау́л) podle starověkého arménského města Armaviru.
Rozvoj Armaviru se výrazně zrychlil po postavení železnice spojující Rostov na Donu s Vladikavkazem v sedmdesátých letech devatenáctého století. Armavir získal statut vesnice, a jeho obyvatelstvo již složené nejen z Arménů, ale i z Rusů, obchodovalo především s obilím. Začátkem dvacátého století byl Armavir po Novorossijsku druhým největším sídlem na Kubáni, ovšem status města mu byl přiznán až v roce 1914.
Za ruské občanské války i za druhé světové války byl Armavir místem bojů a tedy poničen. Okupace německou armádou za druhé světové války trvala od srpna 1942 do ledna 1943.

## Partnerská města
- Armavir, Arménie
- Feodosija, Ukrajina
- Homel, Bělorusko